# Шихатов, Иван Павлович
Иван Павлович Шихатов (11 сентября 1938, Новотроицкое, Омский район — 23 июня 2016, Омск) — советский и российский омский краевед-любитель, автор большого количества публикаций в прессе по истории Омска и области, автор книги «Колчак омский».

## Биография
Родился 11 сентября 1938 года в селе Новотроицкое Омской области в семье Шихатова Павла Прокопьевича (1910―1984) и Шихатовой Домны Афанасьевны (1912―1988).
Скончался после продолжительной болезни 23 июня 2016 года в Омске. Похоронен на Старо-Северном мемориальном кладбище Омска.

## Образование
Учился в омских школах № 15 и № 16 в 1946—1954 годах. После окончания школы Иван Павлович закончил авиационный техникум в 1958 году. В Московском институте патентоведения получил специализацию патентоведа (1965—1966 гг.).

## Краеведческая деятельность
Свои первые исследования Иван Павлович, с его слов, начинал под руководством директора Омского краеведческого музея Андрея Фёдоровича Палашенкова. Ещё не окончив школу он написал свою первую рукописную книгу об Омской крепости.
За долгие годы краеведческой деятельности он написал 8 книг и около 2000 статей. Одной из наиболее известных книг омского краеведа является книга «Колчак омский». Также выступал в качестве ведущего теле- и радио передач об Омском крае. Некоторое время вел занятия по краеведению в Омском авиационном техникуме.
Иван Павлович являлся автором и руководителем проекта «Портретная галерея», целью которого была организация портретной галереи губернаторов Омского края. Иван Павлович внес большой вклад в исследование родного края.

## Трудовая деятельность
Долгое время трудился в оборонной промышленности, участвовал во многих значимых для страны проектах в космической технике. Участвовал в подготовке производства ракет наземного, подземного, подводного базирования и ракет-носителей серии «Космос», «Космос-Вертикаль», а также космических станций серии «Марс», «Венера», «Луна», «Космос», «Молния» и других летательных аппаратов. Является автором более 160 рационализаторских предложений.

## Признание
В 2008 году в областной библиотеке города Омска в честь 70-летнего юбилея краеведа была проведена персональная выставка Ивана Шихатова «Летописец Омский».
В 2010 году был награждён «Премией имени Г. Е. Катанаева» Омского филиала Российского фонда культуры.
В 2015 году удостоен почётной федеральной награды «250 лет Указа Екатерины II о переселении немцев в Россию» за вклад в изучение и сохранение истории российских немцев.

## Книги
- Губернаторская галерея Омской области, 2000 г.
- На государевой службе, 2002 г.
- Энергетика Омска, 2003 г.
- Епископы Омские, 2004 г.
- Колчак Омский, 2005 г.
- Почётные омичи, 2006 г.
- Булатовы сибирские, 2006 г.

## Семья
- Дочь Шихатова, Русина Ивановна (род. 1985) ― российский журналист.